# Panyptila
Panyptila ist eine Vogelgattung in der Familie der Segler (Apodidae). Die zwei sich stark in der Größe unterscheidenden Arten der Gattung sind beide in der neotropischen Faunenregion heimisch, der Große Schwalbensegler ist dabei auf Mittelamerika beschränkt, während der Kleine Schwalbensegler eine große neotropische Verbreitung hat.

## Merkmale
Die Körperlänge des Großen Schwalbenseglers liegt zwischen 18 und 20 Zentimetern, die des Kleinen Schwalbenseglers bei ungefähr 13 Zentimetern. Beide Arten zeigen ein bemerkenswert ähnliches fleckiges Gefieder. Die Gestalt wirkt sehr graziös mit langen, spitz zulaufenden Flügeln. Beide haben einen deutlich gegabelten Schwanz, der häufig geschlossen gehalten wird. Der Körper ist schlank und stromlinienförmig, obwohl der Kopf recht groß ist. Die Vertreter der Gattung können von den anderen Seglerarten Lateinamerikas recht leicht unterschieden werden, am nächsten in Gestalt und Färbung kommen die Tachornis-Arten, im Gegensatz zu diesen ist die fleckige Färbung der Unterseite wesentlich kontrastreicher und nicht so verschwommen, zudem ist der Flug nicht so unstetig und wirkt deutlich graziöser.

## Systematik
Die Gattung ist eine der am wenigsten umstrittenen Seglergattungen. Sie zeigt eine enge Verwandtschaft zur Gattung Tachornis.
Die folgenden Arten werden der Gattung zugerechnet:
- Großer Schwalbensegler (Panyptila sanctihieronymi)
- Kleiner Schwalbensegler (Panyptila cayennensis)